# Кардинал-довбоніс червоноволий
Кардинал-довбоніс червоноволий (Pheucticus ludovicianus)  — вид великих грубодзьобих зерноїдних кардиналів Нового Світу. Хоча чисельність популяції кардинала-довбонса червоноволого має тенденцію до зниження, але поширеність, адаптивність до змін середовища поки що утримує його в межах критеріїв малої загроженості. Чоловічі особини виділяються трикутним малиновим «фартушком» при загальному чорно-білому забарвленні. Самиця світло-рябенька.

## Поширення
Кардинала-довбонса червоноволого можна зустріти у східній частині північноамериканського континенту, а в Канаді його гніздовий ареал заходить далі на Захід до центральних степових провінцій. Взимку мігрує до Мексики, Центральної та Південної Америки, Карибів та північно-західних районів Америки Південної. Кардинал-довбоніс червоноволий любить узлісся листяних, часом мішаних лісів, сади і парки. На зимівлі його можна побачити у відкритих насадженнях, гущавинах, чагарниках. 

## Поведінка
Тримається у кронах високих дерев, виловлюючи комах поміж листям та гілками. Живиться як комахами, так і насінням, у тому числі насінням дерев, зокрема в'яза. Часом схильний до обкльовування цвіту та бруньок. В кінці літа та восени споживає багато ягід. У час гніздування тримається парами, самець співом оголошує свою територію. Гнізда — чашоподібні, доволі вільно сконструйовані з гілочок, листя і інших рослинних частин, не надто акуратне (часом відкладені яйця видно знизу у просвіти). За сезон може мати до двох кладок по 3—5, звичайно 4 яєць, які висиджує самиця. Самець може дбати про молодняк, коли самиця робить ще одне гніздо. 